# Sticherus flabellatus
Sticherus flabellatus  là một loài dương xỉ trong họ Gleicheniaceae. Loài này được R. Br. H. St. John mô tả khoa học đầu tiên năm 1942.

## Hình ảnh

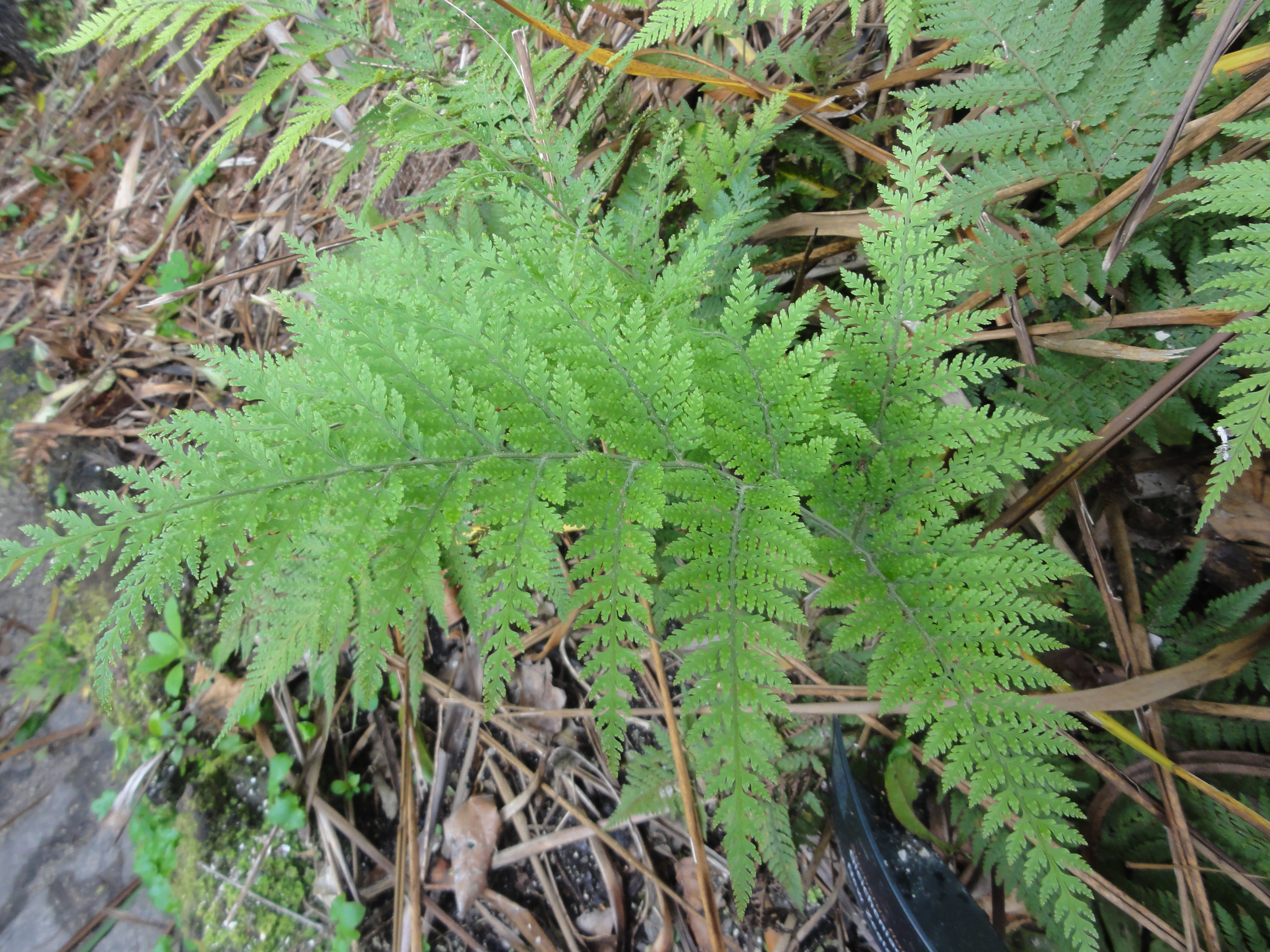
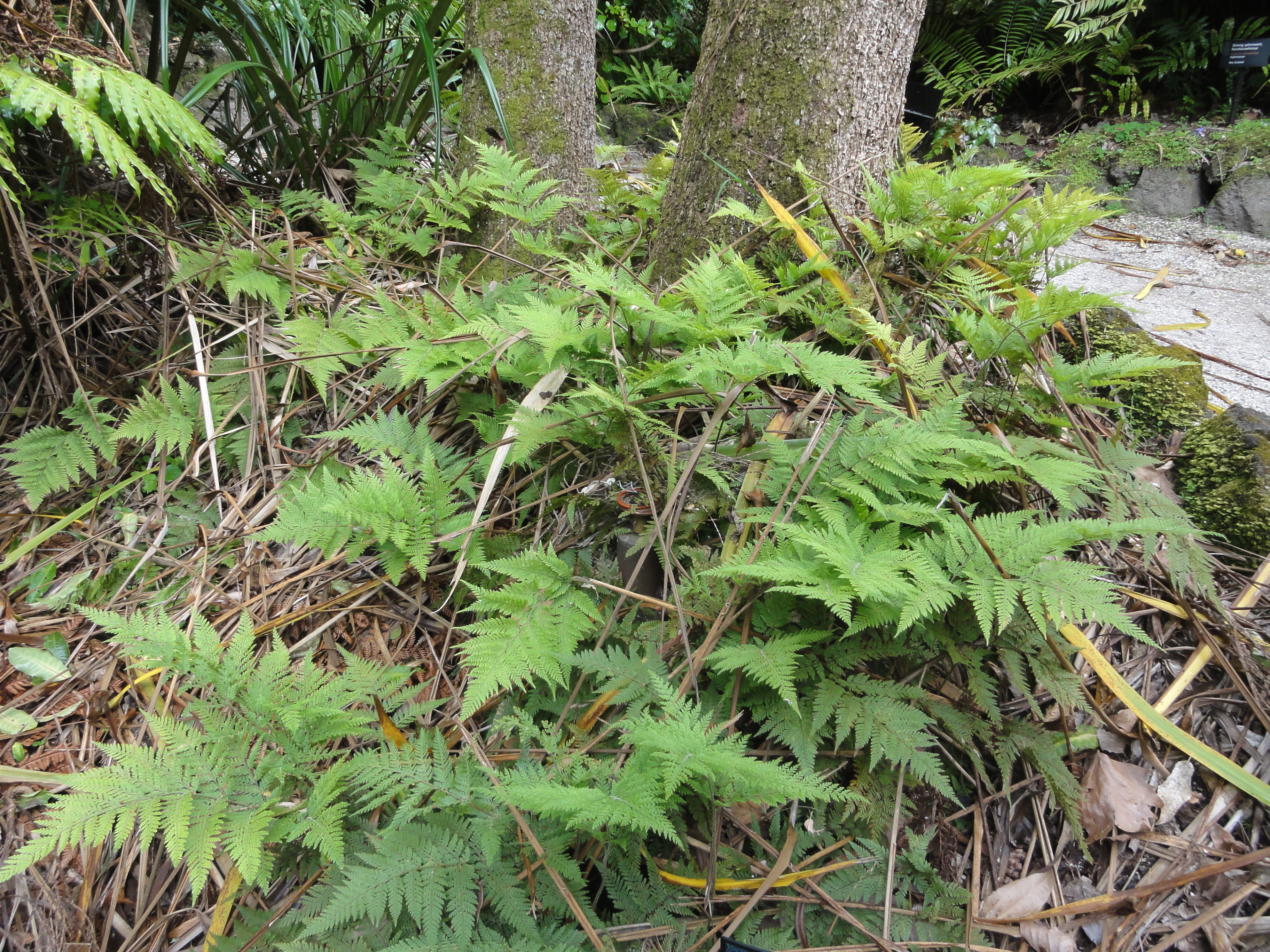
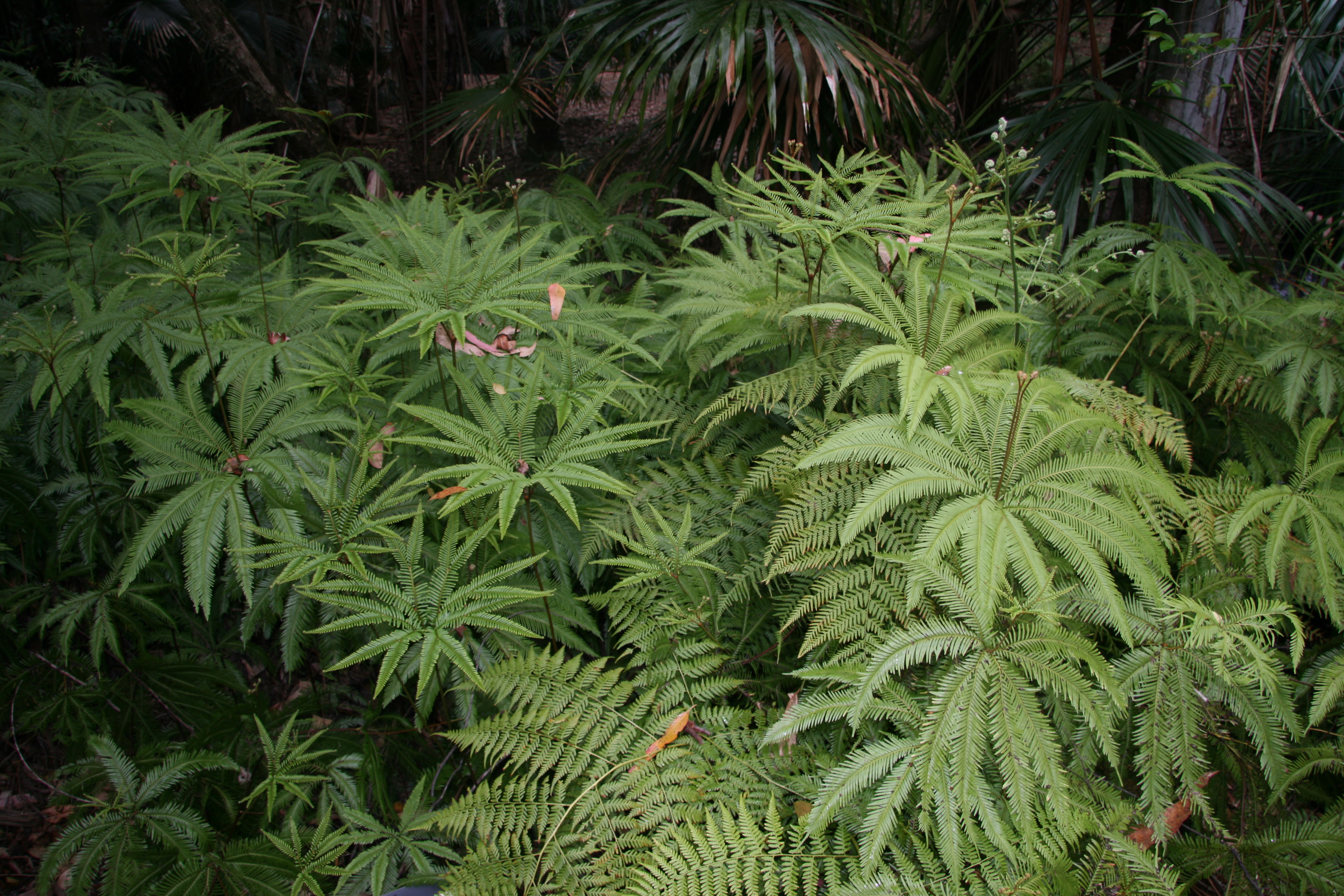